# Sylosis
Sylosis est un groupe de thrash metal britannique, originaire de Reading, en Angleterre.

## Biographie

### Débuts etConclusion of an Age(2000–2009)
Sylosis est formé en 2000 par le membre fondateur Josh Middleton, lorsqu'une bande de jeunes voulait jouer du heavy, du thrash, et du death metal, principalement. Avec les années, le groupe effectue plusieurs changement de formation, mais ne peut en faire beaucoup, à cause de leurs études, parce qu'ils n'avaient pas le permis de conduire, et qu'il n'y avait pas réellement de scène metal underground. Sylosis réalise deux EP, qui sortirent uniquement au Royaume-Uni, sous un petit label indépendant, Deep End Records.
En 2007, Sylosis reçoit un e-mail de la part de Nuclear Blast Records disant qu'ils aimeraient travailler avec le groupe. Ce dernier signa avec la maison de disque un mois plus tard. Le guitariste Josh Middleton déclara lors d'une interview avec About.com : « La fondation de notre son, c'est le son thrash de la Bay Area. Nous aimons jouer plusieurs styles de metal. Nous aimons vraiment beaucoup faire des chansons épiques. Nous aimons le son progressif, brutal et mélodique. »
Leur premier album studio du groupe, Conclusion of an Age, abordait plusieurs thèmes. L'album traite de la fin de la race humaine, dans le sens où la nature reprend ses droits au sein de la Terre. La couverture montre un monde vivant avec la race humaine. Il n'y a cependant aucune référence religieuse derrière les textes. Après l'enregistrement, le guitariste Gurneet Ahluwalia est remplacé par Alex Bailey. Leur tournée européenne démarre en 2009 aux côtés de The Black Dahlia Murder, Psycroptic et Cephalic Carnage (dates de tournée sur MySpace). Sylosis devient le troisième groupe d'ouverture sur la scène de Tuborg pour le Download Festival, ainsi que des apparitions au New England and Hardcore Festival, et une première partie sur la scène Bohemia au Sonisphere Festival. Une tournée au Royaume-Uni est annoncée pour octobre/novembre 2009, mais est annulée au profit d'une tournée avec DragonForce entre novembre et décembre 2009.

### Nouveaux albums (2010–2013)

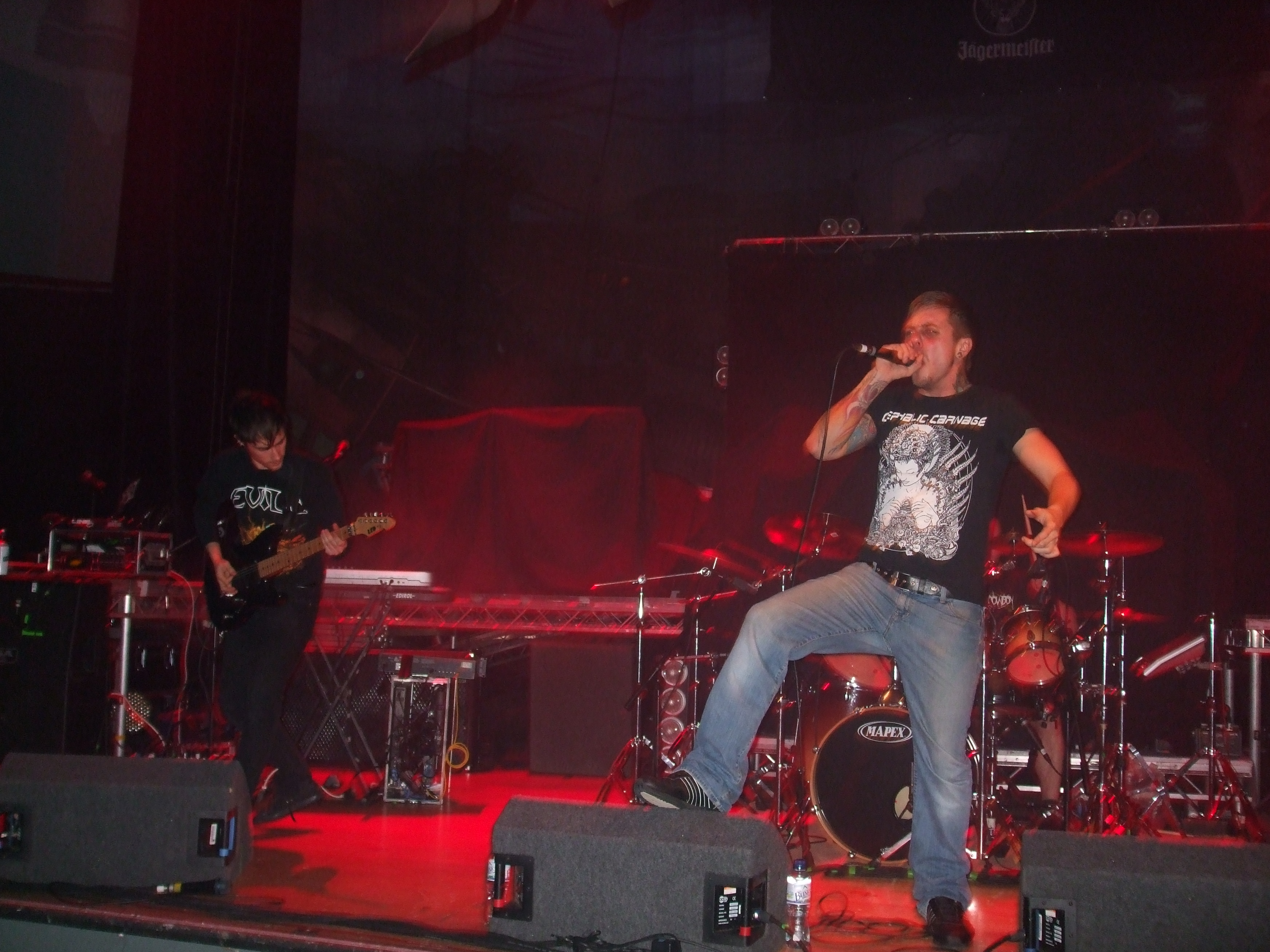
Sylosis sur scène.

Au début de l'année 2010, Sylosis annonce qu'ils seraient la première partie du groupe Fear Factory pour leur tournée de reformation. La tournée dure jusqu'au milieu du mois de février dans plusieurs villes avant de faire un ultime concert à Londres . Le 19 mai 2010, Sylosis annonce sur son Myspace que le groupe se sépare de Jamie Graham. Plutôt que de chercher un nouveau chanteur, c'est Josh Middleton (lead guitariste) qui endossa ce rôle. Le groupe suit Fear Factory pour une tournée à travers le Royaume-Uni, fin février, début mars. Josh Middleton annonce lors d'une interview avec rocksins.com, juste avant Noël 2009, que le groupe voudrait participer au circuit de festivals ayant lieu l'été 2010. Le 8 août 2010, ils jouent au Heavy Music Festival. Le groupe annonce la sortie très proche de leur second album studio, prévue pour l'année prochaine et ils jouent deux nouvelles chansons : Sands of Time et Altered States (renommée plus tard Altered States of Consciousness). Sylosis remplace également Rise to Remain pour la tournée européenne de As I Lay Dying lors de leur étape au Royaume-Uni.
Le groupe de Reading retourne en studio en 2010 pour enregistrer son deuxième album studio, intitulé Edge of the Earth. Josh déclare : « Ce nouvel album est définitivement plus lourd et plus progressif… en dépit d'être plus lourd, il est bien plus élaboré sur tous les niveaux. Nous savons que nous sommes un groupe en constante évolution et je sais que l'album qui suivra celui-ci sera encore différent. Ces états de fait peuvent être stressant pour les fans mais nous sommes vraiment confiants et heureux de ce que nous avons créé et nous savons que nous prenons le meilleur chemin! »
Le 3 janvier 2011, le groupe crée son nouveau site et révèle une nouvelle chanson, intitulée Empyreal (Part 1). En plus de cette nouvelle chanson, le site révéla la couverture, la liste des chansons ainsi que leur durée. Le 11 mars 2011, Edge of the Earth sort enfin. L'album se veut être un album-concept comme le précise Josh Middleton : « Le fait que les paroles de ce disque raconte une histoire globale aide à mettre en place un vrai voyage musical. Celle-ci raconte l’histoire d’un type qui est totalement isolé pendant une période donnée. Mais nous n’avons pas voulu rentrer trop dans les détails de cette histoire afin que chacun puisse y projeter ce qu’il a envie d’y projeter. » L'année 2011 marque aussi le début de la montée en puissance pour Sylosis. Participant à de nombreux festivals, leur notoriété grandit et peu à peu, le groupe devient un des meilleurs groupes du genre trash/death. Cette année est donc riche en concerts pour le groupe. On peut noter leur présence au Paris Extreme Fest, aux côtés de groupes comme Obituary ou Dagoba. Mais leur apparition la plus remarquée fut celle du Sonisphere Festival de Knebworth le 9 juillet 2011. Le groupe se produit sur la scène Apollo qui est une des principales scènes du festival (s'y produira également Cavalera Conspiracy). Sylosis s'étant déjà produit à la même édition du jeune festival l'année passée, notamment en y jouant leur chanson intitulée Sands of Time, prémisse de leur album en cours. Le groupe enchaine ensuite les festivals et les concerts (Resurrection Festival, concert à New Delhi le 23 octobre).
Le 15 novembre 2011, Sylosis annonce sur leur site une tournée à travers les États-Unis qui s'étalera du 23 au 29 novembre. C'est une première pour le groupe et cette tournée remporta un franc succès. Mais leur tournée est prolongée grâce à celle du groupe As I Lay Dying, A Decade of Destruction. Le groupe prolonge donc sa tournée américaine aux côtés de groupes comme Of Mice and Men, The Ghost Inside et I Wrestled A Bear Once. Ils jouent notamment dans les villes de Chicago, Washington, ou encore Las Vegas. Mais cette année n'est pas qu'une année de concerts et de tournées pour Sylosis. Le 19 septembre, le groupe annonce via une vidéo qu'ils repartent en studio pour enregistrer un nouveau single intitulé Slings and Arrows. Il sera, en premier lieu, disponible via le portail Pledge, puis sortira sur iTunes à partir de l'année 2012. Le 25 septembre 2013, les membres de Sylosis sont impliqués dans un accident routier ; blessés, ils ne pourront participer à leur tournée avec Trivium et DevilDriver.

### Dormant Heartet pause (2014 - 2019)
Après leur convalescence, les membres de Sylosis embarquent dans une tournée britannique et européenne en soutien à DevilDriver. Bleed from Within y participe aussi. À cette tournée, le batteur de Sylosis, Rob Callard, ne peut jouer en tournée à cause d'autres obligations. Ali Richardson, batteur de Bleed from Within, jouera en tournée pour Sylosis. En fin septembre 2014, Rob Callard quitte Sylosis après neuf ans au sein du groupe. Son remplacement est annoncé par Ali Richardson. En début octobre 2014, Sylosis annonce les détails d'un quatrième album Dormant Heart, qui sera publié le 12 janvier 2015 au label Nuclear Blast Records.
Sylosis commence une nouvelle tournée avec le Dormant Heart Release Show donné au Black Heart à Londres, et se produit à travers l'Europe avec des groupes comme Wovenwar, Lamb of God, Decapitated et Children of Bodom, jusqu'au 12 mars. Le 28 février, le groupe publie dans la foulée un single issu de la production de leur dernier album, Different Masks On The Same Face. Le groupe officialise le 3 octobre sur leur Facebook une brève pause.

### Retour etCycle of Suffering(depuis 2019)
Après une pause de 3 ans, le groupe annonce sur Facebook et Instagram leur retour le 6 décembre 2019. Dans la foulée est communiqué le départ de Carl Parnell, bassiste et membre originel du groupe, remplacé par Conor Marshall du groupe Conjurer. Les membres du groupe prévoient également le même jour la sortie de leur nouvel album Cycle of Suffering pour le 7 février 2020.
En août 2022, Sylosis annonce la production de singles, dont Heavy Is The Crown le 9 août 2022, qui ne fera cependant pas partie du prochain album. Deux singles faisant partie du prochain album sont révélés : Deadwood le 17 mars 2023 et Poison For The Lost le 1er juin 2023. Le groupe annonce dans la foulée la sortie de leur album A Sign Of Things To Come pour le 8 septembre 2023. Sylosis débutera une tournée européenne en novembre 2023 appelée Malicious Intent Tour 2023 avec Malevolence, Guilttrip et Justice For The Damned, sur le compte Instagram de Malevolence.
Le 3 octobre 2024, Sylosis révèle sur Instagram son nouvel EP The Path avec un clip du même nom. Ils annoncent qu'il s'agit de chansons composées lors de l'enregistrement de l'album A Sign Of Things To Come sorti un an plus tôt, qu'ils n'avaient pas pu intégrer. Le même mois, Alex Bailey, le guitariste rythmique de Sylosis, se retire du groupe car il ne peut poursuivre en tournée à cause d'autres obligations. Il est remplacé par Ben Thomas, qui avait joué en tournée avec le groupe lors de la tournée Malicious Intent Tour 2023.

## Membres

### Membres actuels
- Josh Middleton – guitare solo (depuis 2000), chant (depuis 2010)
- Ben Thomas – guitare rythmique (depuis 2024)
- Conor Marshall – basse (depuis 2019)
- Ali Richardson – batterie (depuis 2014)

### Anciens membres
- Glen Chamberlain – chant (2000-2003)
- Ben Hollyer – chant (2003-2007)
- Jamie Graham – chant (2007–2010)
- Gurneet Ahluwalia – guitare rythmique (2000-2007)
- Richard Zananiri – guitare rythmique (2007-2008)
- Alex Bailey – guitare rythmique (2008-2024)
- Carl Parnell – basse (2000-2016)
- Jay Colios-Terry – batterie (2000-2005)
- Rob Callard – batterie (2005-2006, 2007–2014)
- Chris Steele – batterie (2006-2007)

## Discographie

### Albums studio
- 2008 : Conclusion of an Age
- 2011 : Edge of the Earth
- 2012 : Monolith
- 2015 : Dormant Heart
- 2020 : Cycle of Suffering
- 2023 : A Sign of Things to Come

### EP
- 2006 : Casting Shadows
- 2007 : The Supreme Oppressor
- 2024 : The Path

### Clips vidéos
- Teras
- After Lifeless Years
- Empyreal
- A Serpent's Tongue (via Pledge)
- Fear The World
- Mercy
- Leech
- I Sever
- Worship Decay
- Heavy Is The Crown
- Deadwood
- Poison For The Lost
- Descent
- A Sign Of Things To Come
- Absent
- The Path

### Singles
- 2012 : Slings and Arrows
- 2016 : Different Masks on the Same Face
- 2020 : Worship Decay
- 2021 : Immovable Stone
- 2022 : Heavy Is The Crown